# Гларос
Кинарос је мало, ненасељено острво које припада крајње источној групи Додеканеза (Западни Мали Додеканез). Источно од Глароса је острво Мавра, а западно Кинарос.